# Siphanta patruelis
Siphanta patruelis är en insektsart som först beskrevs av Stsl 1859.  Siphanta patruelis ingår i släktet Siphanta och familjen Flatidae. Inga underarter finns listade i Catalogue of Life.